# Antonivka, Letîciv
Antonivka (în ucraineană Антонівка) este un sat în comuna Suslivți din raionul Letîciv, regiunea Hmelnîțkîi, Ucraina.

## Demografie
Componența lingvistică a localității Antonivka
     Ucraineană (100%)
Conform recensământului din 2001, toată populația localității Antonivka era vorbitoare de ucraineană (100%).